# Porphyrogenes
Porphyrogenes is een geslacht van vlinders van de familie dikkopjes (Hesperiidae), uit de onderfamilie Eudaminae.

## Soorten
- P. boliva Evans, 1952
- P. despecta (Butler, 1870)
- P. glavia Evans, 1952
- P. passalus (Herrich-Schäffer, 1869)
- P. pausias (Hewitson, 1867)
- P. probus (Möschler, 1876)
- P. sororcula (Mabille & Boullet, 1912)
- P. spanda Evans, 1952
- P. sparta Evans, 1952
- P. spoda Evans, 1952
- P. stupa Evans, 1952
- P. suva Evans, 1952
- P. vulpecula (Plötz, 1882)
- P. zohra (Möschler, 1878)